# Eugen Freiherr von Lotzbeck
Eugen Freiherr von Lotzbeck (Munique, 24 de fevereiro de 1882 - Starnberg, 22 de maio de 1942) foi um adestrador alemão, campeão olímpico.

## Carreira
Eugen Freiherr von Lotzbeck representou seu país nos Jogos Olímpicos de 1928, na qual conquistou a medalha de ouro no adestramento por equipes.